# Plukenetia lehmanniana
Plukenetia lehmanniana là một loài thực vật có hoa trong họ Đại kích. Loài này được (Pax & K.Hoffm.) Huft & Gillespie miêu tả khoa học đầu tiên năm 1993.